# Marie-Gabrielle Ineichen-Fleisch
Marie-Gabrielle Ineichen-Fleisch, née le 1er juillet 1961 à Lausanne, est une haute fonctionnaire suisse. Elle est directrice du Secrétariat d’État à l’économie de 2011 à 2022.

## Biographie
Marie-Gabrielle Ineichen-Fleisch naît Marie-Gabrielle Fleisch le 1er juillet 1961 à Lausanne. 
Après avoir suivi des études de droit à l'université de Berne à partir de 1980, elle passe son brevet d'avocat en 1987. Elle obtient un MBA à l'INSEAD en 1989,. 
Elle est membre du Parti libéral-radical. 
Elle est mariée à Mark Ineichen. 

### Parcours professionnel
Elle commence sa carrière l'Office fédéral des affaires économiques extérieures en 1990. Elle travaille également pour la Banque mondiale de 1992 à 1993 en tant qu'assistante du directeur exécutif de la Suisse auprès de l'institution internationale,. 
Elle est engagée au Secrétariat d'État à l'économie (SECO) en 1995 comme chef du secteur OMC. Elle y dirige la division OMC à partir de 1999. En 2007, elle est nommée directrice du centre de prestations Commerce mondial à la Direction des affaires économiques extérieures du SECO et déléguée du Conseil fédéral aux accords commerciaux. Elle négocie notamment à ce titre un accord de libre-échange entre la Suisse et l'Inde.
Le 2 février 2011, le Conseil fédéral, sur proposition de Johann Schneider-Ammann, la nomme directrice du SECO, en remplacement de Jean-Daniel Gerber. Elle est la première femme à occuper un poste de secrétaire d'État en Suisse. Le 25 août 2021, elle annonce sa démission pour juillet 2022.
En mai 2022, peu avant de quitter le Secrétariat d'État à l'économie, elle explique que : « L’une de mes principales tâches, pendant les onze années que j’ai passées à la tête du SECO, a été d’éviter le renforcement de la réglementation »,.